# Epinannolene sulcata
Epinannolene sulcata är en mångfotingart som beskrevs av Loomis 1964. Epinannolene sulcata ingår i släktet Epinannolene och familjen Epinannolenidae. Inga underarter finns listade i Catalogue of Life.